# Kirche Oberroßla

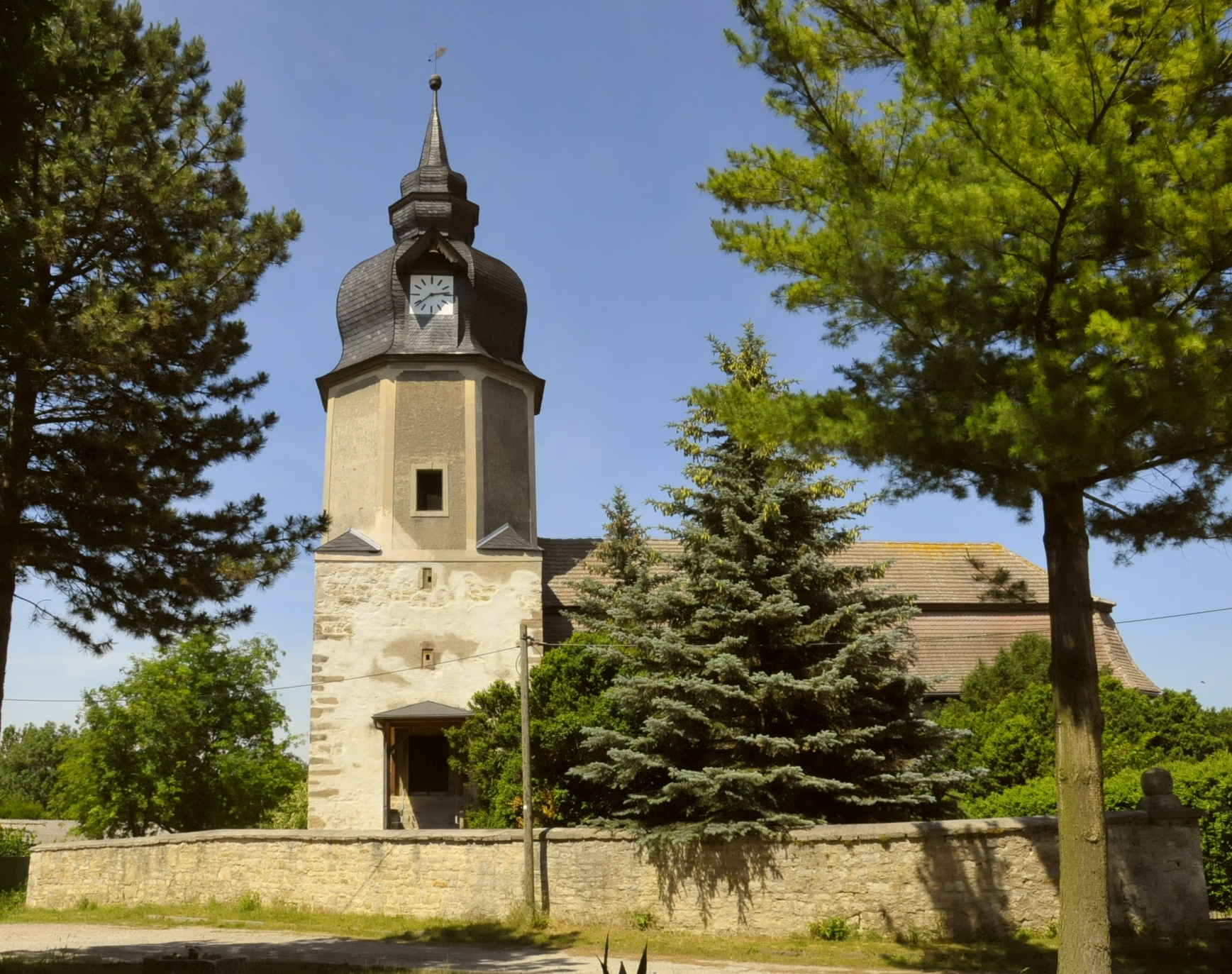
Kirche Oberroßla mit Westturm

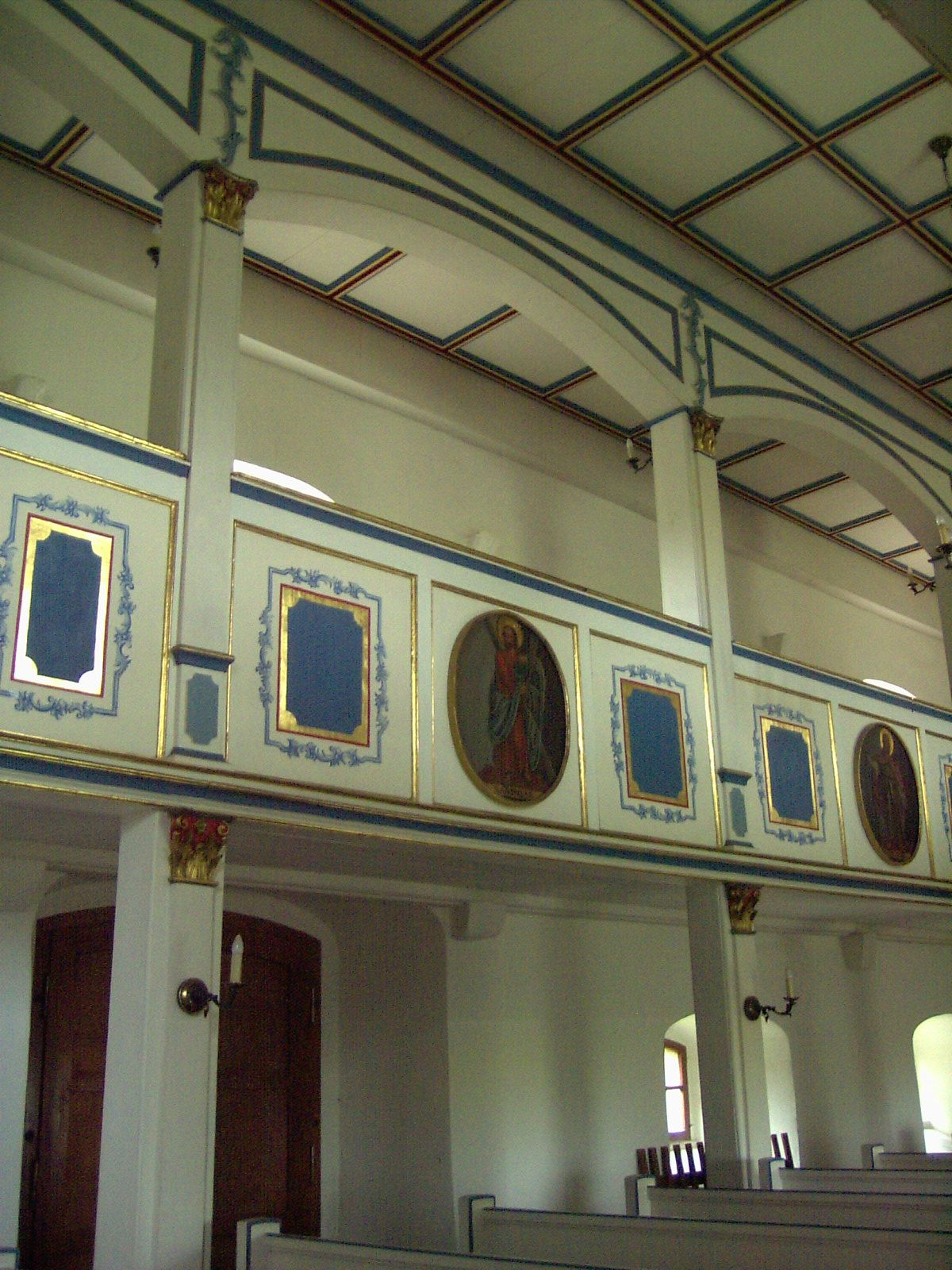
Eingeschossige Emporen, Segmentbogenarkaden, flache Decken

Die evangelisch-lutherische, denkmalgeschützte Kirche Oberroßla steht in dem Teil Oberroßla von Oberroßla/Rödigsdorf, einem Ortsteil der Stadt Apolda im Landkreis Weimarer Land in Thüringen. Die Kirche Oberroßla gehört zum Pfarrbereich Apolda I der Kirchengemeinde Apolda im Kirchenkreis Apolda-Buttstädt der Evangelischen Kirche in Mitteldeutschland.

## Beschreibung
Die flachgedeckte Emporenhalle wurde am Anfang des 18. Jahrhunderts erbaut und liegt stilistisch zwischen Barock und Klassizismus. Sie hat einen polygonalen Abschluss im Osten und ist mit einem Mansarddach bedeckt. Am Kirchenschiff sind neben den segmentbogigen Fenstern mit Schlusssteinen keine älteren Bauformen sichtbar. Der seitlich versetzte Kirchturm im Westen hat einen quadratischen Grundriss. Er stammt aus spätgotischer Zeit, nur sein achteckiger Oberbau und die darauf sitzende geschweifte Haube sind von 1721, wie auf der Wetterfahne bezeichnet ist. 
Der Innenraum wurde nach langem Verfall 1982–86 in vereinfachter Form wiederhergestellt, dabei ging der barocke Kanzelaltar verloren. Zwei Reihen hölzerner Pfeiler mit angedeuteten korinthischen Kapitellen stützen die Emporen und mittels segmentbogiger Arkaden die flache Decke, teilen den Kirchenraum so in drei Schiffe. Die Brüstungen der dreiseitigen, ehemals zweigeschossigen Emporen sind mit neun ovalen Gemälden mit emblematischen Darstellungen biblischer Gestalten versehen. Sie stammen aus einem älteren Zyklus. Der restaurierte Kanzelkorb ist aus dem 17. Jahrhundert.  Beidseits des Portals im Süden befinden sich Grabmäler aus dem 18. Jahrhundert, die mit Skulpturen geschmückt sind. Die Orgel mit 12 Registern, verteilt auf 2 Manuale und Pedal, wurde 1860 von Emil Heerwagen gebaut.